# 降臨
| ウィキペディアには「降臨」という見出しの百科事典記事はありません（タイトルに「降臨」を含むページの一覧/「降臨」で始まるページの一覧）。 代わりにウィクショナリーのページ「降臨」が役に立つかもしれません。 |